# Villenave-de-Rions
Villenave-de-Rions település Franciaországban, Gironde megyében. Lakosainak száma 373 fő (2022. január 1.). Villenave-de-Rions Capian, Cardan, Paillet és Rions községekkel határos.

## Népesség
A település népessége az elmúlt években az alábbi módon változott:
| Lakosok száma | 252  | 261  | 286  | 272  | 325  | 313  | 317  | 348  | 363  | 373  |
|               | 1968 | 1982 | 1990 | 2006 | 2013 | 2015 | 2017 | 2019 | 2020 | 2022 |